# Wrzesień 2007 w sporcie
Zobacz też: Wrzesień 2007 • Zmarli we wrześniu 2007 • Wrzesień 2007 w Wikinews

## 30 września
- W Szanghaju zakończyły się Mistrzostwa Świata w Piłce Nożnej Kobiet 2007. Bezprecedensowo, reprezentacja Niemiec obroniła mistrzostwo sprzed 4 lat; równie bezprecedensowo, dokonała tego bez straty ani jednej bramki, wygrywając w meczu finałowym 2:0 z Brazylią. W meczu o III miejsce, Stany Zjednoczone pokonały Norwegię 4:1. (wikinews)
- Siatkarki Włoch wygrały w Luksemburgu Mistrzostwa Europy w Piłce Siatkowej Kobiet 2007. Drugie miejsce zajęły reprezentantki Serbii, trzecie – Rosji, a czwarte – Polski.

## 29 września
- Hinduski arcymistrz Viswanathan Anand wygrał Mistrzostwa Świata w Szachach 2007 rozegrane w Meksyku.

## 21 września

### Gimnastyka artystyczna
- Na mistrzostwach świata w greckim Patras, Polka; Joanna Mitrosz, wywalczyła kwalifikację na igrzyska olimpijskie w Pekinie. Zawodniczka, po czterech dniach eliminacji zakwalifikowała się do finału wieloboju, gdzie ostatecznie zajęła 16 pozycję.

## 19 września
- Reprezentacja Polski w piłce nożnej awansowała na 16. miejsce rankingu Międzynarodowej Federacji Piłkarskiej (FIFA). To najwyższa lokata polskiej kadry w historii. (wp.pl)

## 16 września

### Gimnastyka artystyczna
- W mieście Patras w Grecji rozpoczęły się 28. mistrzostwa świata. Impreza trwała do 23 września i stanowiła kwalifikację do igrzysk olimpijskich w Pekinie.

## 11 września
W RPA rozpoczęły się pierwsze Mistrzostwa Świata w Krykiecie Twenty20.

## 10 września
W Chinach rozpoczęła się faza finałowa piątych Mistrzostw Świata w Piłce Nożnej Kobiet z udziałem 16 reprezentacji narodowych. Mecz o III miejsce i mecz finałowy zostały rozegrane 30 września 2007.

## 9 września

### Gimnastyka sportowa
- Leszek Blanik zdobył złoty medal w skoku mężczyzn na kończących się w Stuttgarcie 40. mistrzostwach świata.

### Tenis ziemny
- Roger Federer wygrał turniej wielkoszlemowy US Open 2007. W finale Szwajcar pokonał Novaka Đokovicia 7:6, 7:6, 6:4.

### Kolarstwo
- Włoch Leonardo Piepoli wygrał dziewiąty etap tegorocznego wyścigu Vuelta a España prowadzącego Huesca do Aramón Cerler, wyprzedzając na finiszu nowego lidera – Rosjanina Mienczowa.
- Drużyna Lampre-Fondital wygrała drużynową jazdę na czas w Warszawie. Wyprzedzili oni T-Mobile Team o 2,8 sekundy oraz Team Astana o 8 sekund.

### Formuła 1
- Hiszpan Fernando Alonso wygrał Grand Prix Włoch Formuły 1. Drugi na mecie toru Monza uplasował się Brytyjczyk Lewis Hamilton, a trzeci był Brazylijczyk Felipe Massa.

### Piłka siatkowa
- W czwartym dniu mistrzostw Europy w siatkówce mężczyzn Polacy przegrali z Rosją 3:0. Swoje mecze wygrali niespodziewanie Hiszpanie (pokonali faworyzowanych Francuzów) i Bułgarzy (pokonali Włochów). Polacy awansowali do drugiej fazy grupowej.

### Rugby
- RPA, Walia, Szkocja oraz Irlandia wygrały swoje spotkania podczas Pucharu Świata odbywających się we Francji.

### Koszykówka
- W drugiej kolejce, drugiej rundy mistrzostw Europy mecze wygrały drużyny Francji, Litwy i Słowenii.

### Skoki narciarskie
- Japończyk Shōhei Tochimoto wygrał drugi konkurs w Hakubie zaliczającego się do Letniego Grand Prix.

## 8 września

### Tenis ziemny
- Justine Henin wygrała turniej wielkoszlemowy US Open 2007. W finale Belgijka pokonała Swietłanę Kuzniecową 6:1, 6:3.

### Kolarstwo
- Niemiec Bert Grabsch wygrał ósmy etap tegorocznego wyścigu Vuelta a España będący pierwszym etapem jazdy indywidualnej na czas. Liderem został Stijn Devolder.

### Piłka siatkowa
- W trzecim dniu mistrzostw Europy w siatkówce mężczyzn Polacy wygrali z Turcją 3:1. Niespodziewanie zakończyło się spotkanie Finów z Bułgarami. Zawodnicy ze Skandynawii wygrali 3:0.

### Rugby
- Anglia, Australia i Nowa Zelandia bez problemów pokonali swoich rywali w swoich pierwszych spotkaniach. najwięcej punktów zdobyli Australijczycy, którzy pokonali Japończyków 91:3.

### Piłka nożna
- Polacy zremisowali z Portugalią w Lizbonie 2:2, co przybliżyło reprezentację Polski do awansu na Euro 2008.

### Koszykówka
- W mistrzostwach Europy mecze wygrały drużyny Francji, Litwy i Słowenii.

### Skoki narciarskie
- Szwajcar Andreas Küttel wygrał pierwszy konkurs w Hakubie zaliczającego się do Letniego Grand Prix.

## 7 września

### Kolarstwo
- Niemiec Erik Zabel wygrał siódmy etap tegorocznego wyścigu Vuelta a España prowadzącego Calahorry do Saragossy, wyprzedzając na finiszu Australijczyka Davisa. Liderem pozostał Jefimkin.

### Rugby
- Francuzi przegrani w inauguracyjnym spotkaniu z Argentyną 12:17

### Piłka siatkowa
- W drugim dniu mistrzostw Europy w siatkówce mężczyzn nie obyło się od niespodzianek. W grupie A Grecy wygrali z Holendrami, a Niemcy pokonali Serbów. Największą sensacją była przegrana Polaków z Belgami 3:1.

### Koszykówka
- W mistrzostwach Europy mecze wygrały drużyny Rosji, Izraela i Hiszpanii.

## 6 września

### Kolarstwo
- Hiszpan Óscar Freire z teamu Rabobank wygrał szósty etap tegorocznego wyścigu Vuelta a España prowadzącego z Reinosa do Logroño, wyprzedzając na finiszu swojego rówieśnika Fernandeza. Liderem pozostał Jefimkin.

### Piłka siatkowa
- Rozpoczęły się mistrzostwa Europy w siatkówce mężczyzn w Rosji. W pierwszym dniu rozegrano 6 meczów z czego jeden w "polskiej" grupie. Rosja pokonała Belgię 3:0 (25:17, 25:20, 25:22).

## 5 września

### Kolarstwo
- Hiszpan Óscar Freire z teamu Rabobank wygrał piąty etap tegorocznego wyścigu Vuelta a España prowadzącego z Cangas de Onís do Reinosa, wyprzedzając na finiszu Bennatiego. Liderem pozostał Jefimkin.

### Koszykówka
- W trzecim dniu mistrzostw Europy w Hiszpanii Polacy przegrali z Włochami 79:70 i odpadli z turnieju zajmując 16. miejsce (na 16 zespołów).

## 4 września

### Kolarstwo
- Rosjanin Władimir Jefimkin z grupy Caisse d'Epargne - Illes Balears wygrał czwarty etap tegorocznej Vuelta a España i został liderem wyścigu. Na mecie wyprzedził o minutę i 6 sekund Pirpoliniego.

### Koszykówka
- W drugim dniu mistrzostw Europy w Hiszpanii Polacy przegrali ze Słoweńcami 70:52.

## 3 września

### Kolarstwo
- Włoch Paolo Bettini z teamu Quick Step-Innergetic wygrał trzeci etap tegorocznego wyścigu Vuelta a España prowadzącego z Viveiro do Luarca, wyprzedzając na finiszu Freire. Drugi na mecie utrzymał koszulkę lidera.

### Koszykówka
- Rozpoczęły się mistrzostwa Europy w Hiszpanii, w pierwszym dniu turnieju Polacy przegrali z Francuzami 74:66.

## 2 września

### Lekka atletyka
- Zakończyły się XI Mistrzostwa Świata w Lekkiej atletyce w Osace. najwięcej medali zdobyli Amerykanie, którzy zdobyli 26 krążków, w tym 8 brązowych, 4 srebrnych, a 8 uczestników zdobyło tytuł mistrza świata. Polacy zdobyli trzy medale. Wszystkie koloru brązowego. Byli to: Anna Jesień i Marek Plawgo w biegach na 400 m przez płotki oraz sztafeta 4 × 400 m w składzie: Marek Plawgo, Daniel Dąbrowski, Marcin Marciniszyn, Kacper Kozłowski oraz Rafał Wieruszewski i Witold Bańka.

### Kolarstwo
- Hiszpan Óscar Freire z teamu Rabobank wygrał drugi etap tegorocznego wyścigu Vuelta a España prowadzącego z Allariz do Santiago de Compostela, wyprzedzając na finiszu Bettiniego. Freire został liderem Vuelty.

### Wyścigi motocyklowe
- Włoch Mattia Pasini w 125 cm³, Hiszpan Jorge Lorenzo w 250 cm³ i Australijczyk Casey Stoner w MotoGP wygrali Motocyklowe Grand Prix San Marino.

## 1 września

### Gimnastyka sportowa
- Początek 40. Mistrzostw Świata w Stuttgarcie. Zawody potrwają do 9 września i są kwalifikacją do igrzysk olimpijskich w Pekinie.

### Koszykówka
- USA i Argentyna dzięki awansowi do finału mistrzostw Ameryki w koszykówce awansowały do turnieju olimpijskiego.

### Kolarstwo
- Włoch Daniele Bennati z teamu Lampre-Fondital wygrał pierwszy etap tegorocznej Vuelta a España prowadzącego dookoła Vigo, wyprzedzając na finiszu Hiszpana Óscara Freire.